# 聯邦通訊委員會訴太平洋電台案

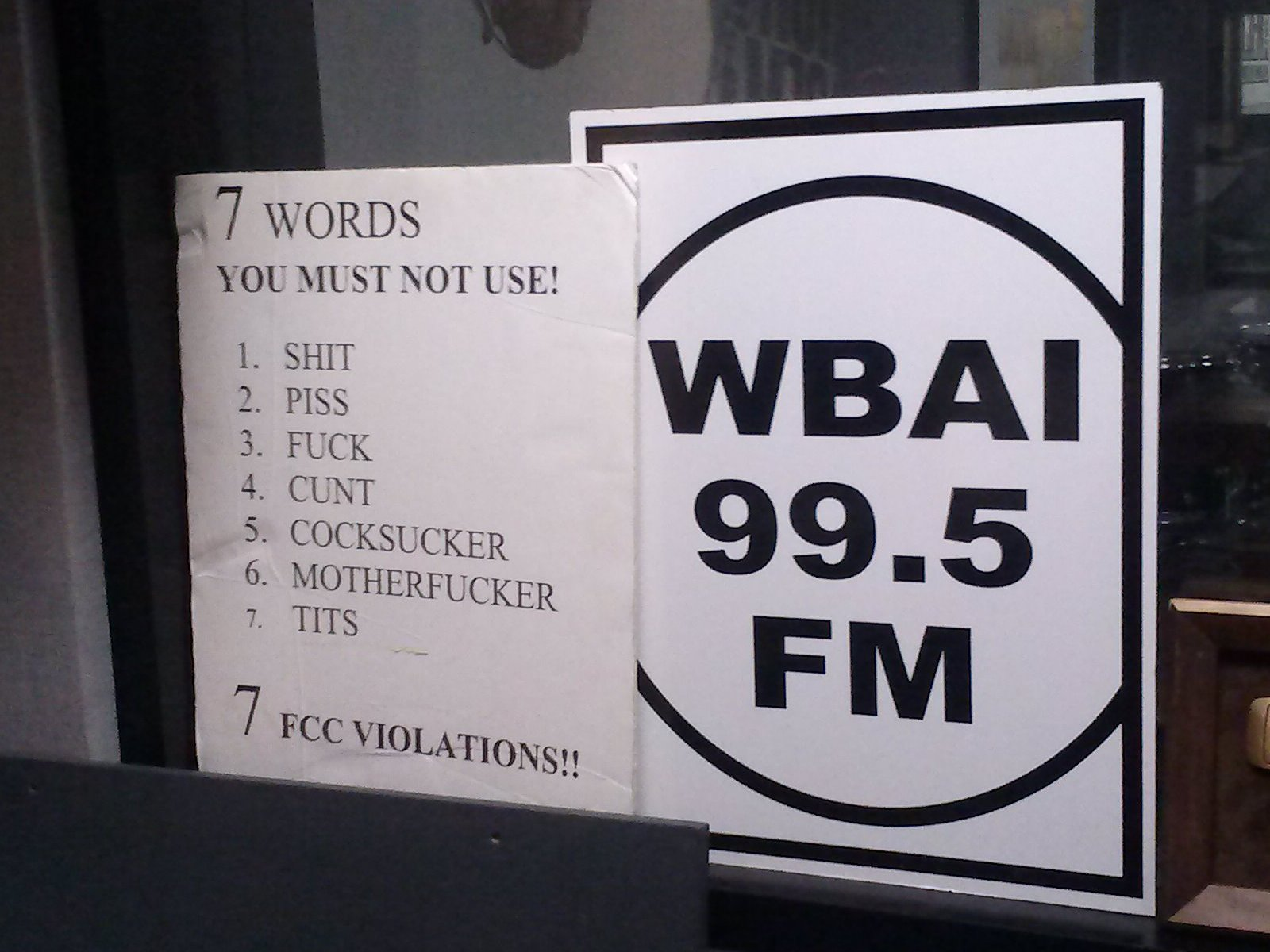
由於本案，一張在WBAI廣播電台廣播展台的海報警告廣播員严禁使用七大髒話。

聯邦通訊委員會訴太平洋電台案（英語：Federal Communications Commission v. Pacifica Foundation），438 U.S. 726 (1978)，是美國最高法院做出的一個里程碑判決，確立了聯邦通訊委員會（Federal Communications Commission，FCC）對於廣播中的不雅資訊的權力。

## 事實
在1973年，一位父親向FCC抱怨他的兒子在某日午後從WBAI，一個太平洋電台在紐約市的FM廣播頻道，上收聽喬治·卡林的固定劇目「髒話（Filthy Words）」。太平洋電台以一封懲戒信件的形式，受到了FCC的譴責，原因是涉嫌違反FCC禁止廣播不雅資訊的規則。

## 法庭裁決
在1978年，以5比4一票之差，美國最高法院確認維持FCC的作為，裁定該固定劇目「不雅但非淫穢（obscene，或作猥褻）」。法院承認政府的影響可強制使：
1. 兒童無法接觸具有潛在冒犯性的資訊
2. 確保不必要的發言不會進入家庭生活

法院聲明FCC有權禁止這種廣播在兒童有可能收聽的時段播送，並給予FCC廣闊的餘地以判定那些字詞在不同的上下文中構成不雅。

## 延伸閱讀
- Tremblay, R. Wilfred. . Parker, Richard A. (ed.)  (编). . Tuscaloosa, AL: University of Alabama Press. 2003: 218–233. ISBN 0-8173-1301-X.

## 外部連結
- Text of the decision courtesy of FindLaw （页面存档备份，存于）.
- Audio of the oral argument and decision （页面存档备份，存于）